# 拉伊格拉
拉伊格拉，是西班牙安达卢西亚自治区哈恩省的一个市镇。总面积45平方公里，总人口1876人（2001年），人口密度42人/平方公里。